# Erioptera raphidostyla
Erioptera raphidostyla är en tvåvingeart som beskrevs av Alexander 1978. Erioptera raphidostyla ingår i släktet Erioptera och familjen småharkrankar. Inga underarter finns listade i Catalogue of Life.